# Səməd Vurğun (Azerbaigian)
Səməd Vurğun è un comune dell'Azerbaigian situato nel distretto di Şəmkir. 